# ديلون هيذرينغتون
ديلون هيذرينغتون هو لاعب هوكي الجليد كندي، ولد في 9 مايو 1995 في كالغاري في كندا.

## وصلات خارجية
- ديلون هيذرينغتون على موقع دوري الهوكي الوطني (الإنجليزية)
- ديلون هيذرينغتون على موقع EliteProspects.com (الإنجليزية)
- ديلون هيذرينغتون على موقع HockeyDB.com (الإنجليزية)
- ديلون هيذرينغتون على موقع Hockey-Reference.com (الإنجليزية)